# Tombeau pour cinq cent mille soldats
 (janvier 2014).
Si vous disposez d'ouvrages ou d'articles de référence ou si vous connaissez des sites web de qualité traitant du thème abordé ici, merci de compléter l'article en donnant les références utiles à sa vérifiabilité et en les liant à la section « Notes et références ».
Tombeau pour cinq cent mille soldats est une fiction épique de Pierre Guyotat, composée entre 1963 et 1965, avec corrections en 1966, et publiée en 1967 chez Gallimard dans la collection Le Chemin.  Ce livre est considéré comme une des plus grandes œuvres de son auteur et comme une œuvre majeure du XXe siècle. Dès sa sortie, le livre fait scandale, car il abordait facilement le sexe, dans des situations extrêmes, ou variées. 
Dès son retour de la guerre d'Algérie, en novembre 1962, Pierre Guyotat écrit La Prison (inédit jusqu'à sa parution dans le numéro spécial « Pierre Guyotat » de la revue Critique, en janvier-février 2016). Il reprend ce texte fin 1963, qui constitue la matrice de Tombeau pour cinq cent mille soldats, dont la première partie est achevée à la mi-novembre 1964. À partir de septembre 1965, il rédige la deuxième partie en Bretagne, à Raguénez-en-Névez, dans la maison de son grand-oncle Charles Viannay, chirurgien, ami de Georges Duhamel depuis la guerre de 1914-1918 et dédicataire de Civilisation.
Le texte a été repris dans la collection L'Imaginaire (n°58) chez Gallimard en 1980.
Incipit du texte : « En ce temps-là, la guerre couvrait Ecbatane. Beaucoup d'esclaves s'échappaient, s'accrochaient aux vainqueurs mais quand ceux-ci voulaient les faire parler sur la résistance des occupés, les esclaves refusaient de livrer le nom de leurs anciens maîtres, ils retombaient alors dans une plus grande servitude. Ecbatane était encore la plus vaste capitale de l'Occident : elle avait été bâtie sur quinze kilomètres de côtes. Chaque jour, les plages en contrebas du boulevard du front de mer se couvraient de cadavres de jeunes résistants débarqués la nuit et fusillés par les sentinelles de mer. Les vainqueurs avaient vaincu sans peine : ils avaient pris une ville qui se débarrassait de ses dieux. »